# Wallen van Aardenburg
De Wallen van Aardenburg vormen een natuurgebied nabij Aardenburg dat in bezit is van de Stichting Het Zeeuwse Landschap. Het gebied meet 25 ha.
De wallen zijn het restant van de vestingwerken die vanaf 1604 om Aardenburg werden aangelegd. Van 1688-1701 werden de wallen geslecht, maar delen ervan zijn in het landschap nog zichtbaar.
Het gebied telt een groot aantal gradiënten, en er komen ook struwelen, drinkpoelen en restanten van grachten voor. Men telde er 80 tot honderd mannetjes van de boomkikker en probeert het leefgebied van deze soort te vergroten. Ook de kamsalamander komt hier voor.
Het beheer is erop gericht om de populierenbeplanting te vervangen door knotbomen en hier en daar kruidenrijk grasland te ontwikkelen.

## Toegankelijkheid
Er liggen wandelpaden op de wallen, en langs een deel ervan loopt een fietspad.